# Soetardjo Kartohadikoesoemo

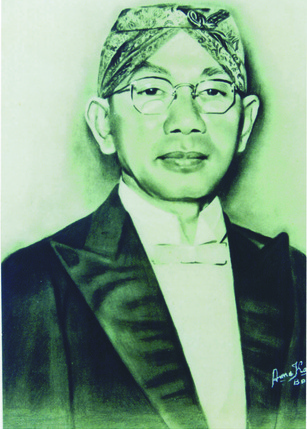
Soetardjo Kartohadikoesoemo

Soetardjo Kartohadikoesoemo (20 oktober 1890 - 20 december 1976) was voorzitter van de gematigde nationalistische Bond van Indonesische bestuursambtenaren en hij wilde Indonesië zelfstandig van Nederland maken. Daarom stelde hij in 1936 met een andere groep Indonesiërs een petitie op. Ook wel de Petitie-Soetardjo genoemd. In 1938 werd de petitie door Nederland echter afgewezen.
In 1945 was Soetardjo lid van het Voorbereidend Comité voor de Indonesische Onafhankelijkheid (PPKI).